# Joseph Anton Camerloher
Joseph Anton Camerloher   (1710 - 1743), fou un compositor alemany. Era germà de Placidus
El més gran dels vuit fills de Joannis i Anna Maria Camerloher, va assistir a la Ritterakademie a Ettal i es va formar com a violinista. Entre 1734 i 1741 va escriure Fastenmeditationen (ara perduda) per a la Congregatio Llatina Mariae de Múnic. Fou compositor de càmbra en la cort de Múnic des de 1739 fins a la seva prematura mort, possiblement després de dos anys com a Cammermusicus; el llibret de la seva òpera La clemenza di Tito es refereix a ell com Concert-Meister.
Gran part de la música Camerloher va ser atribuït abans al seu germà Plácidus. Les seves obres supervivents coneguts inclouen 43 simfonies, 20 sonates en trio, una sonata per a flauta (Duo), vuit obres sacres i una òpera. De les obres instrumentals només 11 simfonies porten el seu nom complet, però les proves documentals i estilística indiquen que altres obres que porten només el seu cognom també són seves. Les sonates en trio de quatre moviments (per a dos violins i baix continu), i obres sacres estan fermament basats en el Barroc; les simfonies, sobretot en tres moviments i va anotar per a cordes, esperant que l'era clàssica amb els seus esquemes harmònics i la seva diferenciació del material temàtic. Camerloher va ser admirat per les seves dues òperes serioses; La clemenza di Tito es va dur a terme després de la seva mort, el 18 i 23 de juliol 1747 durant les festivitats per al matrimoni d'elector Maximilià III Josep de Baviera i Maria Anna de Saxònia.